# エルンスト・ブロッホ
エルンスト・ジーモン・ブロッホ（Ernst Simon Bloch, 1885年7月8日 - 1977年8月4日）は、ドイツのマルクス主義哲学者、無神論者、神学者。ユートピア思想や表現主義の影響下に独特のマルクス主義哲学を展開した。ジンメルの紹介でルカーチと親交を結んだほか、ヴェーバーやベンヤミンとも交友をもった。代表作である『ユートピアの精神』や『希望の原理』は、1968年前後の学生運動や解放の神学などにも影響力をもった。

## 生涯
生い立ち
1885年、ルートヴィヒスハーフェン・アム・ラインで同化ユダヤ人の鉄道局官吏の家に生まれた。ヴュルツブルク大学で哲学を勉強しながらゲオルク・ジンメルやルカーチ・ジェルジュと親交を結んだ。とりわけルカーチとの終生にわたる交友は、ブロッホ自身が後年「共生」とまで呼ぶほど親密なものとなった。
大学卒業後の1913年、バルト海の醸造者の娘エリツェ・フォン・ストリツキと結婚した（1934年にはウィーンでカロラ・ブロッホと再婚した）。1915年にハイデルベルクを訪れたさいにはマックス・ヴェーバーとも知り合った。第一次世界大戦の激化にともない、1917年にスイスへ亡命。翌1918年、最初の著書『ユートピアの精神』を発表。晦渋な作品であったため世間一般の評判は芳しくなかったが、テオドール・アドルノやヴァルター・ベンヤミンなど、問題意識を共有する少数の優れた読者からは絶賛された。1920年代はジャーナリストとして活動し、ベルトルト・ブレヒトやクルト・ヴァイルなどの芸術家と関わりをもった。
1930年代
1933年にナチスが権力を掌握すると、ユダヤ人であったブロッホはただちに国外へ脱出した。最初にスイスへ、その後オーストリア、フランス、チェコスロバキアなどを転々としたのち、1938年にはアメリカ合衆国へ亡命。それから約十年間にわたりアメリカでの亡命生活を余儀なくされた。
この逃避行のさなかに第二の主著『この時代の遺産』を刊行。日常的な現実のなかに潜む「もはや意識されないもの」と「まだ意識されないもの」という二つの概念を軸にして、モンタージュによって自らの思考を構成してゆくという手法は、『ユートピアの精神』から引き継がれたものである。この手法により「なぜワイマール共和国はナチスを生み出し、ヒトラーを政権に就かせなければならなかったのか」を究明したこの作品は、マルクス主義者ではない作家・批評家（ヘルマン・ヘッセ、クラウス・マンなど）からも高く評価された。また同時期（1937年-1938年）には、表現主義をナチズムに先鞭をつけたものとして非難するルカーチに対して、前衛芸術が未来を展望し実現する可能性を信じる立場から反論を加え、いわゆる「表現主義論争」を展開した。
第二次世界大戦後
第二次世界大戦後の1949年には東ドイツへ帰国してライプツィヒ大学で哲学教授の地位を得た。アメリカで過ごした大戦中には思索の成果をまとめる機会に恵まれなかったブロッホは次々と著書を刊行し、1954年から1959年にかけて第三の主著『希望の原理』を発表。しかしブロッホの思想はきわめて独特であり異端的とさえいえるものであったため、修正主義との批判を受けるなど政府当局とのあいだに軋轢が生じるようになった。そして1961年、ベルリンの壁の建設を契機にして西ドイツへ移住。テュービンゲン大学で哲学名誉教授の職を得た。1967年ドイツ書籍協会平和賞、1975年ジークムント・フロイト賞受賞。政治活動にも積極的に参加しながら晩年の著作を精力的に執筆しつづけ、1977年にテュービンゲンで没した。

## 著作
- 1918年 "Geist der Utopie"

『ユートピアの精神』好村冨士彦訳 白水社 1997
- 1921年 "Thomas Münzer als Theologe der Revolution"

『トーマス・ミュンツァー 革命の神学者』樋口大介・今泉文子訳 国文社 アウロラ叢書 1982
- 1923年『砂漠を越えて』
- 1930年 "Spuren"

『未知への痕跡』菅谷規矩雄訳 イザラ書房 1969
- 1935年 "Erbschaft dieser Zeit"

『この時代の遺産』池田浩士訳 三一書房 1982
- 文庫化：ちくま学芸文庫 水声社 2008

- 1946年 "Freiheit und Ordnung"(自由と秩序)
- 1949年 "Subjekt-Objekt, Erläuterungen zu Hegel"(主体：客体　ヘーゲル読解)
- 1952年 "Avicenna und die aristotelische Linke"(アヴィケンナとアリストテレス左派)
- 1953年 "Christian Thomasius"(クリスティアン・トマジウス&mdash悲惨をまぬがれたドイツの学者)
- 1959年 "Das Prinzip Hoffnung"

『希望の原理』新井皓士・山下肇ほか訳 合同出版 1973
- 再版 白水社 1982

- 1961年 "Naturrecht und menschliche Würde"
- 1961年 "Philosophische Grundfragen I"

『哲学の根本問題』竹内豊治訳 法政大学出版局(叢書・ウニベルシタス) 1972
- 1962年 "Verfremdungen"

『異化』片岡啓治・種村季弘・船戸満之訳 現代思潮社 1971
- 1963年 "Tübinger Einleitung in die Philosophie"

『チュービンゲン哲学入門』菅谷規矩雄・今井道夫・三国千秋訳 法政大学出版局(叢書・ウニベルシタス) 1994
- 1968年 "Atheismus im Christentum"

『キリスト教の中の無神論 脱出と御国との宗教のために』竹内豊治・高尾利数訳 法政大学出版局(叢書・ウニベルシタス) 1975-1979
- 1970年 "Politische Messungen, Pestzeit, Vormärz"

『ナチズム 地獄と神々の黄昏』池田浩士・藤原辰史・本庄史明訳 水声社 2008
- 1970年 "Marx und die Revolution"

『マルクスと革命』花崎皋平訳 紀伊國屋書店 1972
- 1972年 "Das Materialismusproblem, seine Geschichte und Substanz"(唯物論の問題：その歴史と全体)
- 1975年 "Experimentum Mundi"

『世界という実験 問い,取り出しの諸カテゴリー,実践』小田智敏訳 法政大学出版局(叢書・ウニベルシタス) 1999